# Pipromorphe à ventre jaune
Mionectes galbinus
Espèce
Statut de conservation UICN

 LC  : Préoccupation mineure
Le Pipromorphe à ventre jaune (Mionectes galbinus) est une espèce de passereaux de la famille des Tyrannidae.

## Répartition et sous-espèces
Selon la classification de référence du Congrès ornithologique international (14.2, 2025) il se répartit en quatre sous-espèces :
- M. g. hederaceus Bangs, 1910 — Est du Panama et Chocó-Magdalena ;
- M. g. galbinus Bangs, 1902 — sierra Nevada de Santa Marta ;
- M. g. venezuelensis Ridgway, 1906 — Andes orientales colombiennes et vénézuéliennes, cordillère de la Costa, Trinité ;
- M. g. fasciaticollis Chapman, 1923 — Andes orientales du Sud de la Colombie, de l'Équateur, du Pérou et du Nord-Ouest de la Bolivie.